# Talheim (Heilbronn járás)
Talheim település Németországban, azon belül Baden-Württembergben.  

## Népesség
A település népessége az elmúlt években az alábbi módon változott:
| Lakosok száma | 1349 | 2715 | 3204 | 3267 | 3434 | 3987 | 4541 | 4746 | 4884 | 5101 |
|               | 1861 | 1963 | 1970 | 1977 | 1984 | 1992 | 1999 | 2006 | 2013 | 2023 |

## Fekvése
Lauffen am Neckar keleti szomszédjában fekvő település.

## Története
Talheim környéke már lakott volt a neolitikum idején is,  de a római időkből való leletek is előkerültek a területén. A mai település eredete azonban a 6-7. századra nyúlik vissza, azonban Talheim első írásos dokumentumai 1230-ból valók.